# 시모사토촌
시모사토촌(下里村)은 효고현 가사이군에 설치되었던 촌이다. 현재의 가사이시 남서부에 해당한다.